# Estádio Adolfo Konder
Estádio Adolfo Konder – niejstniejący już stadion piłkarski we Florianópolis, Santa Catarina, Brazylia, na którym swoje mecze rozgrywał klub Avaí FC.
W miejscu Estádio Adolfo Konder stanął Estádio da Ressacada.

## Historia
1930 – inauguracja
13 maja 1945 – najwyższy wynik w historii brazylijskich rozgrywek ligowych; Avaí wygrywa z Paula Ramos 21-3
15 sierpnia 1972 – rekord frekwencji
1982 – demontaż stadionu